# Sitio del World Trade Center

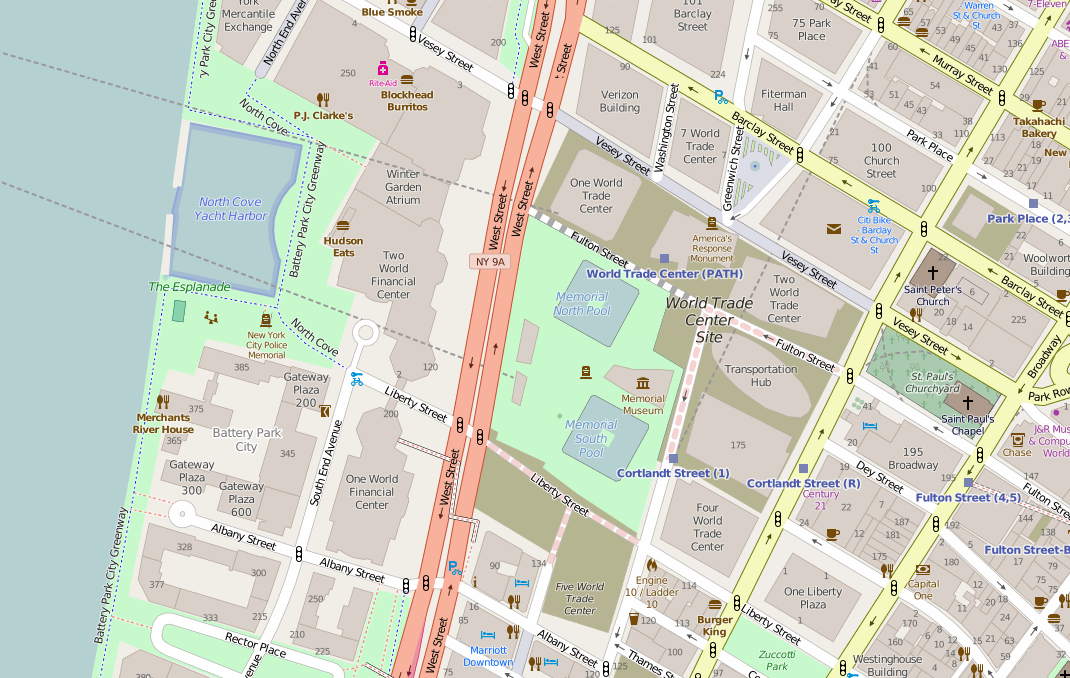
Mapa del sitio del World Trade Center.

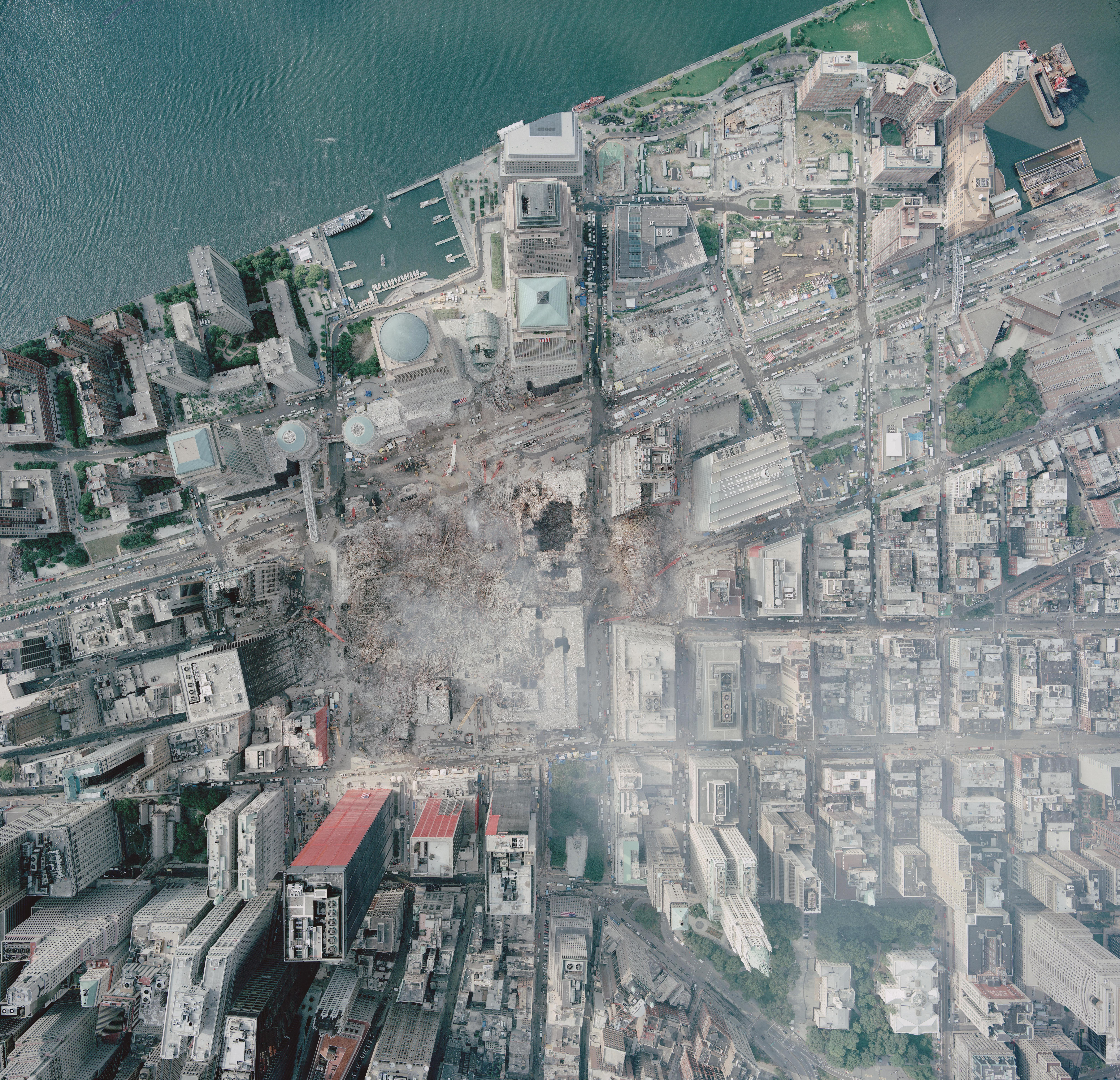
Foto aérea del sitio del World Trade Center, tal como estaba el 23 de septiembre de 2001.

El sitio del World Trade Center, denominado zona cero tras los atentados del 11 de septiembre de 2001, es una zona de 65 000 m² situada en el Bajo Manhattan de la ciudad de Nueva York, Estados Unidos.
Está delimitado al norte por Vesey Street, al oeste por el West Side Highway, al sur por Liberty Street, y al este por Church Street. 
El anterior complejo ubicado en esa zona desde mediados de la década de 1970, el World Trade Center original, fue destruido en los atentados del 11-S de 2001. Tras sucesivas decisiones acordadas desde entonces, el estudio de Daniel Libeskind, la Autoridad Portuaria de Nueva York y Nueva Jersey, Silverstein Properties y la Corporación de Desarrollo del Bajo Manhattan supervisan la reconstrucción del complejo.
La Autoridad Portuaria es propietaria de todo el sitio y de los edificios, excepto del 7 World Trade Center y la parte donde se ubica, pero se ha determinado que la situación real de la propiedad es más compleja y ambigua.

## Antes del World Trade Center
Antiguamente, la parte occidental del actual sitio del World Trade Center estaba bajo el río Hudson, cuya línea de costa estaba en las inmediaciones de la calle Greenwich. Fue en esta costa, cerca de la intersección de Greenwich y la antigua calle Dey, donde se quemó hasta la línea de flotación la nave del explorador neerlandés Adraien Block, el Tyger, en noviembre de 1613, dejando varados a Block y su tripulación, forzados a pasar el invierno en la isla. Esto constituyó el primer asentamiento europeo en Manhattan. Los restos del barco se enterraron junto con el material de relleno cuando se ganaron tierras al mar a partir de 1797, y fueron descubiertos durante las excavaciones de 1916.[cita requerida]

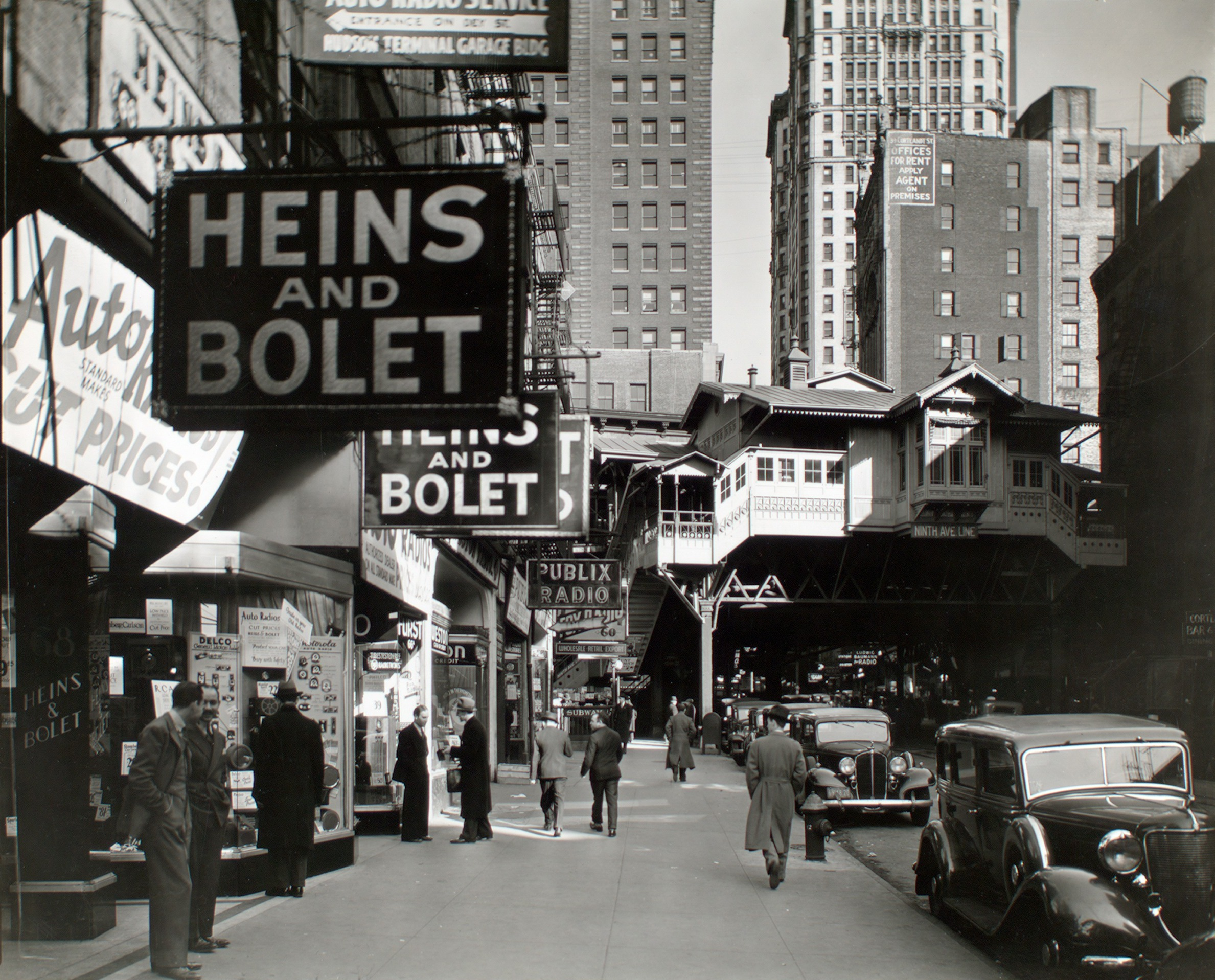
Radio Row en 1936.

Antes de la construcción del complejo original, el futuro sitio del World Trade Center, entonces un barrio conocido como Radio Row, era una zona que contenía numerosas tiendas de electrónica. Estas calles y tiendas fueron demolidas en los años sesenta para permitir la construcción del World Trade Center.

## Propiedad del sitio
Si bien la Autoridad Portuaria posee una parte interior «significativa» de los 65 000 m², ha reconocido también que hay indefiniciones sobre la propiedad de algunas porciones del sitio del World Trade Center, que se remontan a los años sesenta. Estas calles, como la Autoridad Portuaria señala, son rutas desde Vesey a Liberty Street; Cortlandt, Fulton, y Dey Street de Greenwich a la Church Street. En conjunto, representan más de dos acres y medio. La Autoridad ha señalado que es la legitima propietaria de las rutas antiguas de las calles del sitio, al oeste de Greenwich Street, donde estaban las torres.
A pesar de un acuerdo firmado en 1967 entre la Autoridad y la ciudad prevé la transferencia de la propiedad, los funcionarios creen que técnicamente el título no pudo haber sido transmitido a todas las calles. Eso no fue suficiente para la construcción del sitio o que se hiciese un contrato de arrendamiento con Silverstrein Propieties por el término de 99 años.

## Edificios originales

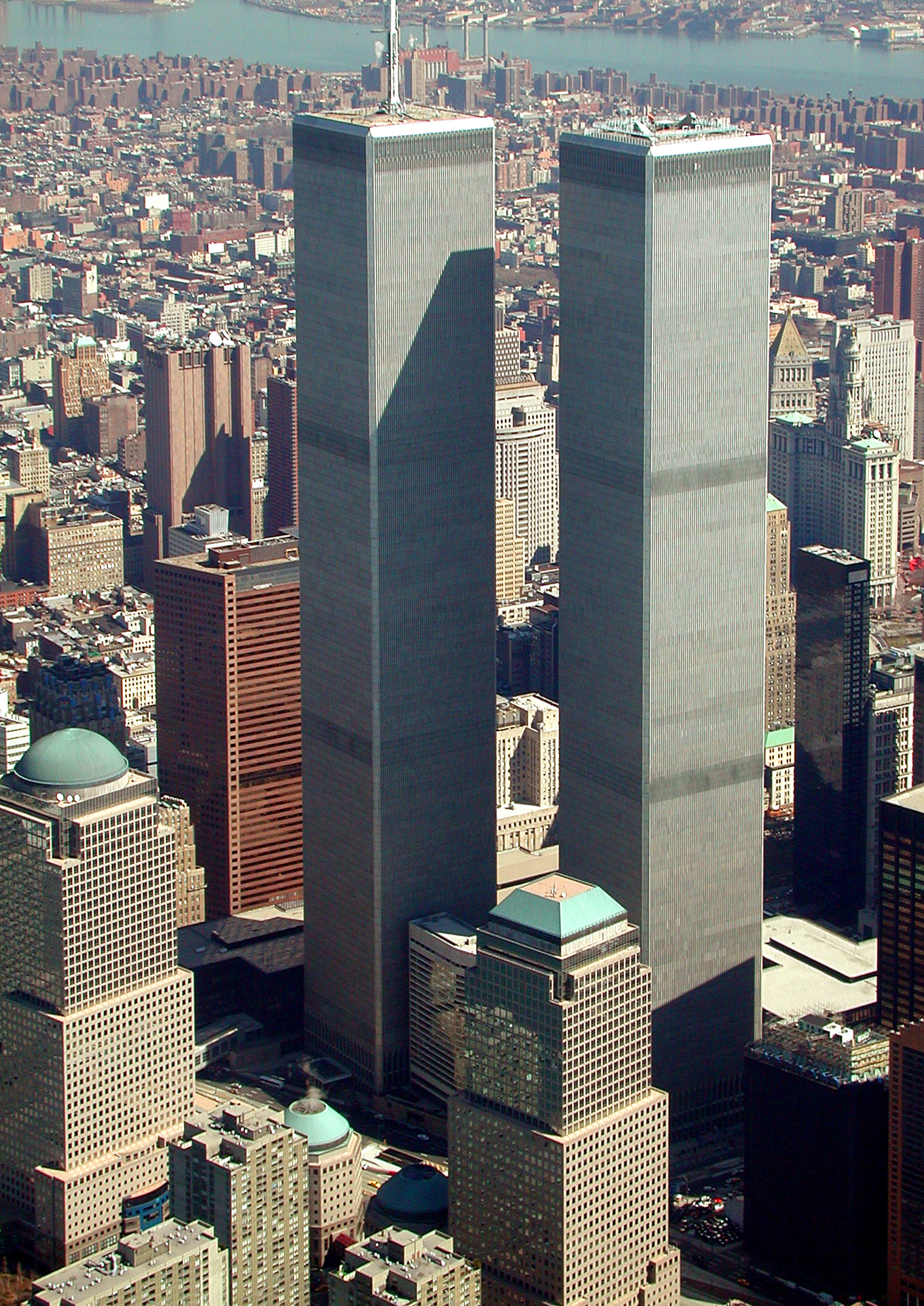
Las Torres Gemelas del World Trade Center.

El World Trade Center original fue un icono cultural norteamericano.[cita requerida] Cuando se finalizaron, las «Torres Gemelas», es decir, el 1 World Trade Center (Torre Norte) y el 2 World Trade Center (Torre Sur), eran los edificios más altos en el mundo con 417 metros. Los otros edificios del complejo eran el Marriott World Trade Center (WTC 3), WTC 4, WTC 5, WTC 6 y el WTC 7. Todos esos edificios fueron levantados entre 1975 y 1985, y su construcción costó $400 millones ($3 000 000 000 de 2025). El complejo se localizaba en el Distrito Financiero de Nueva York y tenía un total de 1 240 000 m² de oficinas.
El sitio poseía su propio y exclusivo código postal, el 10048, que fue descontinuado luego de los atentados del 11 de septiembre, años más adelante aún se seguía enviando correo al 10048 por remitentes que no habían actualizado sus listas de correo. Ninguno de los edificios del nuevo complejo tendrá ese código, en su lugar se usará 10007.
El World Trade Center sufrió un incendio el 13 de febrero de 1975, un atentado con bomba el 26 de febrero de 1993 y un robo el 14 de enero de 1998. En 1998, la Autoridad Portuaria decidió privatizar el World Trade Center, alquilando los edificios a una empresa privada para su gestión. En julio de 2001 los alquiló a Silverstein Properties.

### Atentados del 11 de septiembre
En la mañana del martes 11 de septiembre de 2001, dos aviones secuestrados con destino a Los Ángeles se estrellaron intencionadamente contra las dos torres del World Trade Center, que se derrumbaron dos horas después. Este atentado fue organizado y ejecutado por terroristas islámicos afiliados a Al Qaeda. Murieron 2606 personas que estaban en las torres y los alrededores, entre los que había 2192 civiles, 71 agentes del orden y 343 bomberos, además de 147 civiles y los diez secuestradores a bordo de los dos aviones. Después de los ataques, los trabajadores de los hospitales y los oficiales de policía empezaron a referirse al sitio del World Trade Center como la «Zona cero».

### Escombros y limpieza

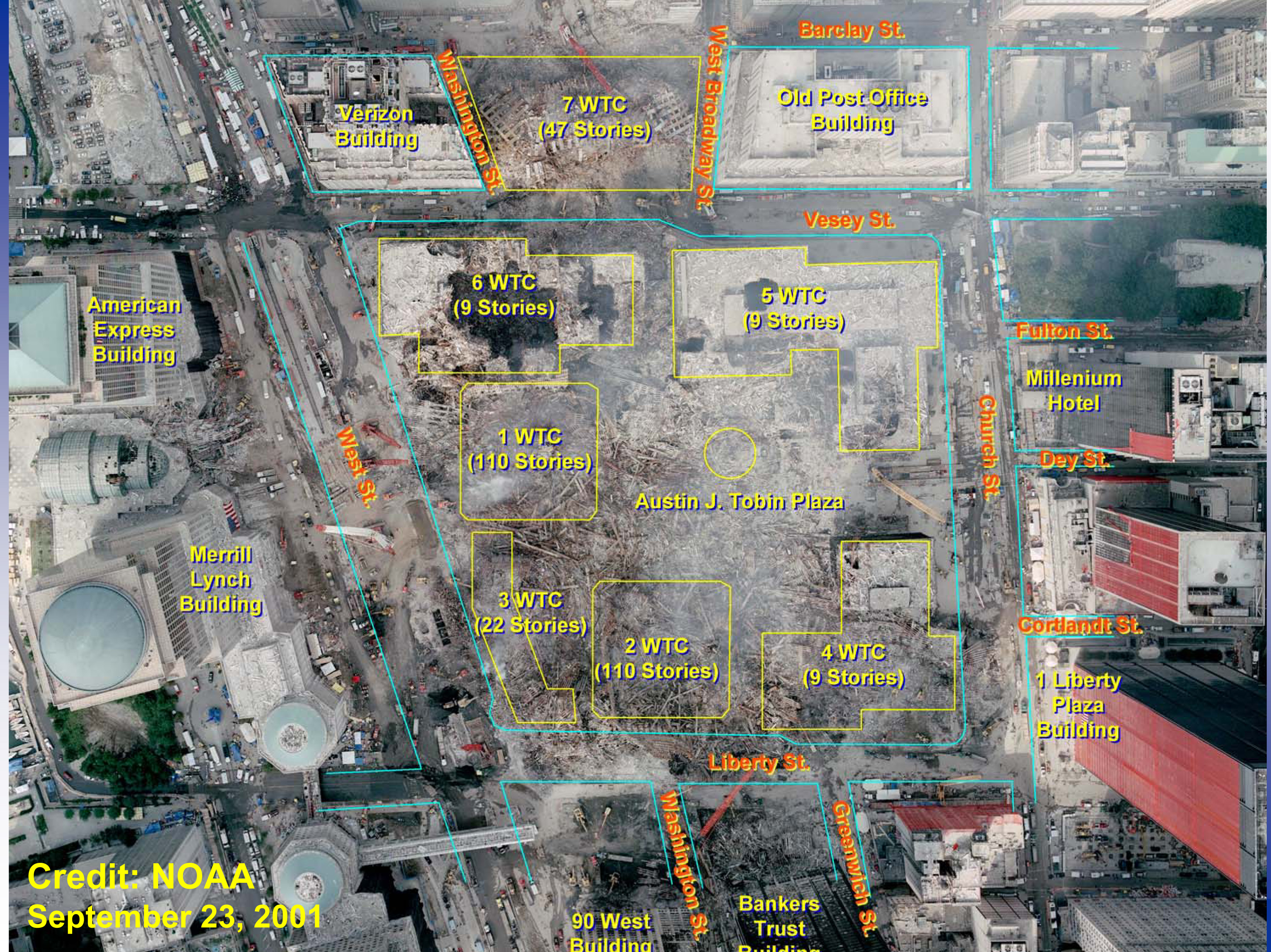
Imagen satelital del sitio del World Trade Center después de los ataques con la ubicación de las Torres Gemelas y otros edificios resaltada sobre el campo de escombros.

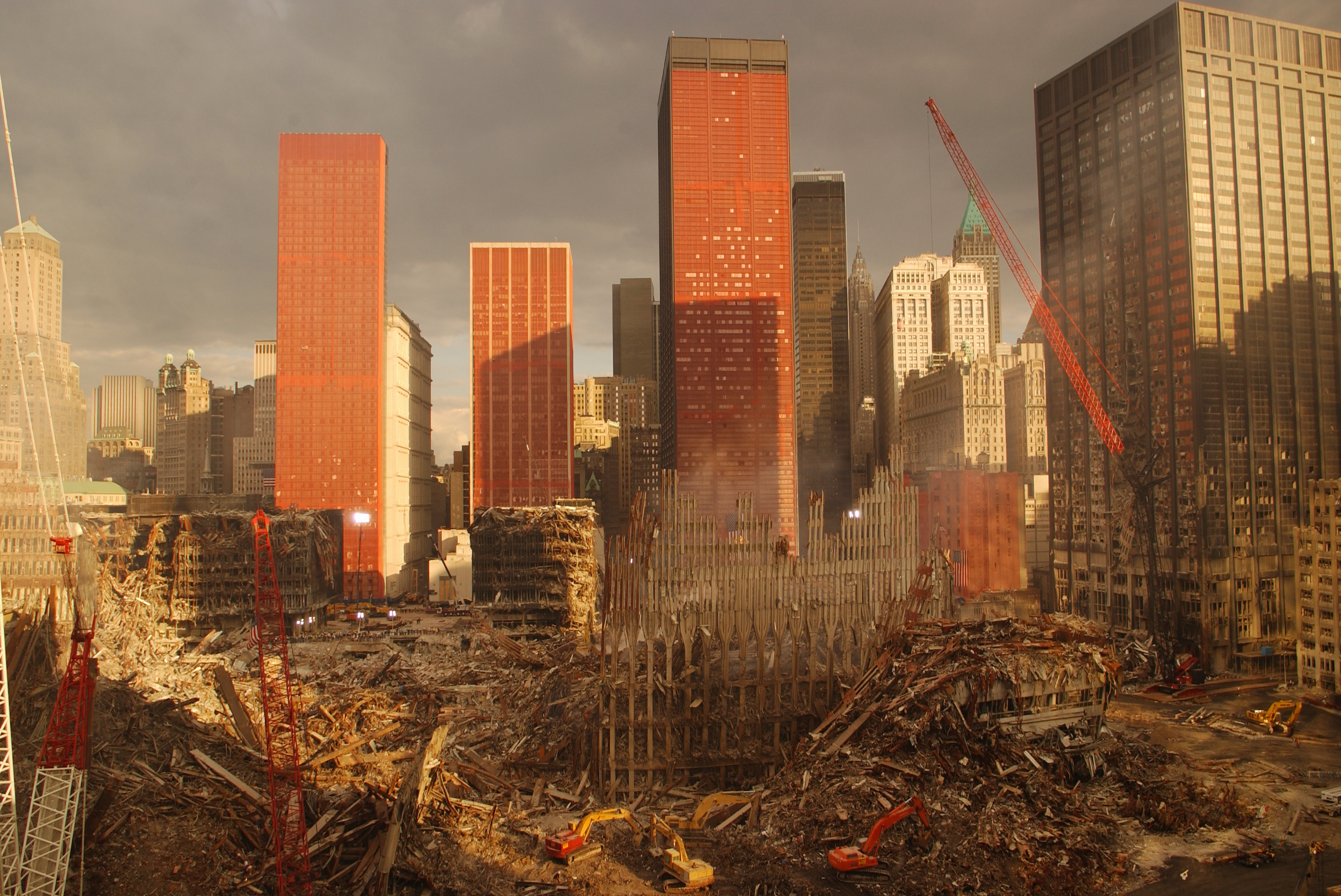
El World Trade Center diecisiete días después de los atentados del 11-S. Los edificios que rodean a las torres derrumbadas están protegidos con mallas para evitar daños mayores y hay grandes vehículos de construcción limpiando los escombros.

El derrumbe de las torres esparció polvo por todo Nueva York y dejó cientos de miles de toneladas de escombros en el lugar. Para organizar la limpieza y la localización de los supervivientes y restos humanos, el Departamento de Bomberos de la Ciudad de Nueva York dividió la zona del desastre en cuatro sectores, cada uno bajo un responsable. Se estimaba que la retirada de escombros duraría un año, pero se terminó antes, en mayo de 2002, dentro del presupuesto y sin una sola lesión grave. Tres años después, en febrero de 2005, la oficina forense de Nueva York terminó la identificación de los restos humanos.
Según el Instituto Nacional de Estándares y Tecnología, cuando se derrumbó la Torre Norte los escombros que cayeron golpearon al WTC 7 e iniciaron incendios en varios pisos del edificio. Estos incendios incontrolables hicieron que su derrumbe fuera inminente. Algunos escombros de la Torre Sur dañaron el Deutsche Bank Building, que se llenó de humo tóxico. En 2002 el Deutsche Bank declaró que su inmueble era insalvable. En enero de 2011 se completó la demolición del edificio.
Los trabajadores de la limpieza transportaron la mayor parte de los escombros de la zona cero a Fresh Kills Landfill en Staten Island. Algunas personas, como las afiliadas a la organización World Trade Center Families for Proper Burial («Familias del World Trade Center por un Entierro Digno»), estaban preocupadas porque se pudieran haber transportado restos humanos inadvertidamente junto con los escombros.
En agosto de 2008 los bomberos de Nueva York donaron una cruz hecha de acero del World Trade Center a la compañía de bomberos voluntarios de Shanksville. Esta cruz, montada sobre una plataforma con la forma del Pentágono, se colocó en el exterior de la estación de Bomberos de Shanksville, cerca del lugar de impacto del Vuelo 93 de United Airlines.
En diciembre de 2001 se abrió al público un mirador temporal en Fulton Street, entre Church Street y Broadway.
En marzo de 2002 se instalaron 88 reflectores que forman dos haces de luz en el cielo, conocidos como Tribute in Light. Originalmente se encendían todas las noches, hasta el 14 de abril de 2002. A partir de entonces, las luces se han encendido solo en los aniversarios del 11 de septiembre.

### Arqueología
En julio de 2010, un equipo de arqueólogos descubrió los restos de un barco de 9,8 metros de longitud de doscientos años de antigüedad justo al sur de donde se erigían las Torres Gemelas, a unos seis metros por debajo del suelo. Es probable que se construyera en el siglo XVIII y se arrojara allí como relleno junto con vigas de madera y basura en el año 1810. El barco estaba cargado para conseguir que se hundiera. Se han tomado muestras de madera para su dendrocronología.

## Nuevos edificios

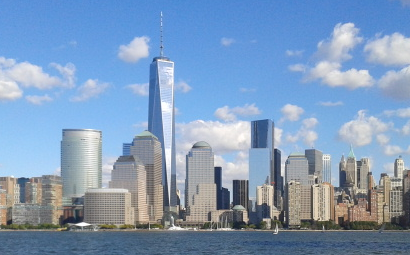
Vista del Bajo Manhattan desde Jersey City en 2013. Se aprecian el One World Trade Center (izquierda) y el Four World Trade Center (derecha).

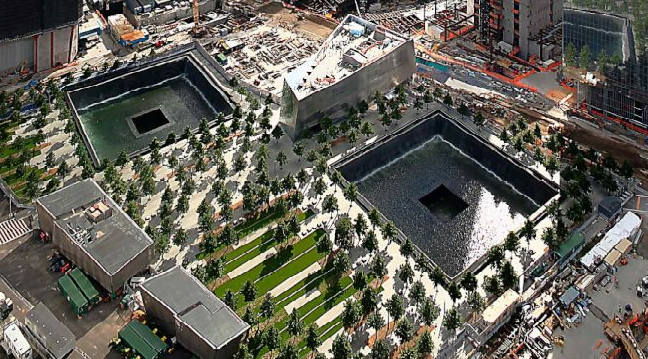
Vista aérea de las dos piscinas del memorial del nuevo World Trade Center, situadas donde se erigían las Torres Gemelas.

Inmediatamente después de la destrucción del complejo original, se inició el debate sobre la construcción de un nuevo complejo que lo sustituyera. En noviembre de 2001, el gobernador Pataki creó la Lower Manhattan Development Corporation (LMDC), una comisión oficial para supervisar el proceso de reconstrucción. En un comunicado de prensa de agosto de 2002, la LMDC anunció que se realizaría un concurso de diseño para el plan maestro del nuevo World Trade Center. El 27 de febrero de 2003, el Studio Daniel Libeskind fue declarado ganador del concurso y se convirtió así en el arquitecto del nuevo World Trade Center. A pesar de que Libeskind diseñó el plan maestro del complejo, los edificios serían diseñados por diferentes arquitectos.
La propuesta original de Libeskind, titulada Memory Foundations («Cimientos de la memoria»), fue sometida a extensas revisiones en colaboración con Silverstein y Skidmore, Owings & Merrill, el estudio de arquitectura contratado por Silverstein. Aunque no todas las ideas de Libeskind se mantuvieron en el diseño final, consiguió que se respetara su idea de que las huellas de las Torres Gemelas debían convertirse en un memorial y no ser usadas para fines comerciales gracias al apoyo que cosechó del público. En el diseño del nuevo del World Trade Center había numerosas partes interesadas, incluidos Silverstein y la Autoridad Portuaria. Además, las familias de las víctimas, los residentes de los barrios de los alrededores y otros colectivos querían participar en las decisiones. Las negociaciones sobre el diseño definitivo del complejo se prolongaron durante varios años y se han considerado la operación inmobiliaria más compleja de la historia debido a la complejidad de los temas a tratar, los numerosos grupos de interés involucrados y la dificultad de llegar a un consenso.
Tras años de retrasos y controversia, en marzo de 2006 empezó la reconstrucción del World Trade Center. El nuevo complejo incluye al One World Trade Center, 3 World Trade Center, 4 World Trade Center, 7 World Trade Center y otros dos rascacielos de oficinas propuestos, que son el 2 World Trade Center y el Five World Trade Center. El nuevo World Trade Center también incluye un museo y memorial, y un centro de transporte de tamaño similar a la Grand Central Terminal.
El One World Trade Center, que tiene 541 metros de altura y es el edificio principal del complejo, se completó el 30 de agosto de 2012 y el último componente de su aguja se instaló el 10 de mayo de 2013.El One World Trade Center abrió sus puertas en noviembre de 2014, el 4 World Trade Center abrió sus puertas en noviembre de 2013, y el 7 World Trade Center, primer edificio construido del complejo, se inauguró el 23 de mayo de 2006. El National September 11 Memorial & Museum está terminado: el museo abrió sus puertas el 21 de mayo de 2014, y el memorial el 11 de septiembre de 2011. El World Trade Center Transportation Hub abrió al público el 4 de marzo de 2016 y el 3 World Trade Center finalizó en junio de 2018. La construcción del 2 World Trade Center está actualmente paralizada.